# چبیسزو پیرسزی
چبیسزو پیرسزی (به لاتین: Trzebieszów Pierwszy) یک سکونتگاه مسکونی در لهستان است که در Gmina Trzebieszów واقع شده‌است.